# Barbu Știrbey
Barbu Alexandru Știrbey herceg (Buftea, 1872. november 4. – Bukarest, 1946. március 24.) román politikus, a Román Akadémia tagja, kormányfő (1927).

## Élete

### Családja
Nagyapja Barbu Știrbei (1799–1869) havasalföldi fejedelem, apja Alexandru Știrbei (1837–1895), aki szintén politikus – pénzügyminiszter két kormányban is –, anyja Maria Ghica Comănești.

### A politikában
A román királyi család bizalmasaként kapcsolatban állt a szövetségesekkel. 1944 márciusában Kairóban felvette a kapcsolatot a Szovjetunió képviselőjével. Ezt követően a szovjet kormány kidolgozta az előzetes fegyverszüneti feltételeket, amelyeket április 12-én – miután az angolszász hatalmak is jóváhagyták – közöltek a román megbízottal.